# Defying Gravity (альбом Винни Мура)
Defying Gravity (с англ. — «вопреки гравитации») — шестой студийный альбом американского гитариста Винни Мура, выпущенный 10 июля 2001 года на Shrapnel Records.

## Список композиций
Вся музыка написана Винни Муром.
| №   | Название                      | Длительность |
| --- | ----------------------------- | ------------ |
| 1.  | «Defying Gravity»             | 5:07         |
| 2.  | «Out and Beyond»              | 6:47         |
| 3.  | «Last Road Home»              | 4:28         |
| 4.  | «Alexander the Great»         | 5:07         |
| 5.  | «The Voice Within»            | 2:10         |
| 6.  | «If I Could»                  | 4:52         |
| 7.  | «House with a Thousand Rooms» | 5:26         |
| 8.  | «Awaken the Madman»           | 6:25         |
| 9.  | «In the Blink of an Eye»      | 5:32         |
| 10. | «Equinox»                     | 3:52         |
| 11. | «Emotion Overload»            | 5:08         |
| 12. | «Between Then and Now»        | 1:36         |

## Участники записи
- Винни Мур — гитара, микширование, продюсер
- Дэвид Розенталь — клавишные
- Дэйв ЛаРю — бас-гитара
- Стив Смит — ударные

Производство
- Роберт М. Байлс — звукорежиссёр
- Пол Орофино — микширование
- Р.Б. Хантер — микширование
- Кристофер Эш — мастеринг